# Cryptocanthon ocosingo
Cryptocanthon ocosingo är en skalbaggsart som beskrevs av Cook 2002. Cryptocanthon ocosingo ingår i släktet Cryptocanthon och familjen bladhorningar. Inga underarter finns listade i Catalogue of Life.